# Buell Neidlinger
Buell Neidlinger (2. března 1936, New York, New York, USA – 16. března 2018, Whidbeyho ostrov, Washington) byl americký kontrabasista.
Narodil se v New Yorku, ale vyrůstal ve Westportu ve státě Connecticut a po studiích na Yaleově univerzitě se usadil v New Yorku. V roce 1955 se stal členem kapely klavíristy Cecila Taylora, s nímž hrál až do roku 1961. Během své kariéry spolupracoval s mnoha dalšími hudebníky různých žánrů, mezi něž patří například Van Dyke Parks, Frank Sinatra, Jean-Luc Ponty, David Grisman, Ry Cooder a Stewart Copeland. Také vydal řadu vlastních alb. Rovněž se věnoval pedagogické činnosti.